# Deutsche Meisterschaften im Biathlon 1992
Die Deutschen Meisterschaften im Biathlon wurden im Februar 1992 zum 22. Mal Anfang März als offene internationale Meisterschaften ausgetragen. Veranstaltungsort war Oberhof.

## Frauen

### Sprint 7,5 km
| Platz | Name         | Verein | Zeit / Fehler |
| ----- | ------------ | ------ | ------------- |
| 1     | Petra Schaaf |        | 27:06,7/1     |
| 2     | Inga Kesper  |        | 27:58,1/2     |
| 3     | Uschi Disl   |        | 28:24,9/3     |

Datum: ??. März

### Einzel 15 km
| Platz | Name            | Verein     | Zeit / Fehler |
| ----- | --------------- | ---------- | ------------- |
| 1     | Antje Misersky  |            | 58:55,2/3     |
| 2     | Delphine Burlet | Frankreich | 59:07,7/3     |
| 3     | Inga Kesper     |            | 1:00:09,8/4   |

Datum: ??. März

## Männer

### Sprint 10 km
| Platz | Name            | Verein | Zeit / Fehler |
| ----- | --------------- | ------ | ------------- |
| 1     | Mark Kirchner   |        | 29:32,5/1     |
| 2     | Michael Mayer   |        | 29:51,9/1     |
| 3     | Jürgen Isenberg |        | 30:17,8/2     |

Datum: ??. März

### Einzel 20 km
| Platz | Name                | Verein | Zeit / Fehler |
| ----- | ------------------- | ------ | ------------- |
| 1     | Holger Schönthier   |        | 59:05,9/1     |
| 2     | Frank-Peter Roetsch |        | 59:39,7/2     |
| 3     | Sven Fischer        |        | 1:00:18,6/1   |

Datum: ??. März

### 4 × 7,5 km Staffel
| Platz | Verband   | Sportler                                                 | Zeit / Strafrunden |
| ----- | --------- | -------------------------------------------------------- | ------------------ |
| 1     | Thüringen | Frank Luck Mark Kirchner Sven Fischer Steffen Hoos       | 1:38:00,4/0        |
| 2     | Bayern I  | Ricco Groß Andreas Heymann Jens Steinigen André Sehmisch | 1:39:18,4/0        |
| 3     | Bayern II | Arne Kluge Markus Quappig Michael Mayer Raik Dittrich    | 1:40:16,2/0        |

Datum: ??. März

Nachdem im Vorjahr schon die Staffel Sachsens die seit der ersten Durchführung der Bundesdeutschen Staffelmeisterschaften im Jahr 1973 bis 1990 ungeschlagenen Bayern erstmals entthronten, gewannen nun erstmals die Biathleten aus Thüringen den Titel. Für das Zweitplatzierte Team Bayern I traten knapp zwei Jahre nach Wende und Wiedervereinigung ausschließlich vormalige DDR-Biathleten an.